# 27922 Mascheroni
27922 Mascheroni este un asteroid din centura principală de asteroizi.

## Descriere
27922 Mascheroni este un asteroid din centura principală de asteroizi. A fost descoperit pe 8 decembrie 1996 la Prescott (Arizona) de Paul G. Comba. Asteroidul prezintă o orbită caracterizată de o semiaxă mare de 3,05 ua, o excentricitate de 0,06 și o înclinație de 9,0° în raport cu ecliptica.